# Adela mazzolella
Adela mazzolella là một loài bướm đêm trong họ Adelidae. Loài này được tìm thấy ở Pháp, Tây Ban Nha, Đức, Áo, Ý, Cộng hòa Séc, Slovakia, Ba Lan, Hungary, România, Hy Lạp, Nga và Thổ Nhĩ Kỳ.
Sải cánh của loài này dài từ 10–12 mm.
Ấu trùng của loài này ăn địa y.